# Estádio José Fragelli
O Estádio José Fragelli, ou por seu apelido, Verdão, foi um estádio de futebol da cidade de Cuiabá, estado de Mato Grosso, que atendia a vários times do estado. Foi demolido no ano de 2010 para dar lugar à Arena Pantanal, um novo estádio para ser utilizado na Copa de 2014.

## História

### Construção
O novo estádio, com capacidade prevista para 55 mil pessoas e projeto arquitetônico de Silvano Wendel, iria substituir o acanhado Estádio Presidente Dutra, em que cabiam apenas 7 mil. Iniciado em 1973, o Verdão foi motivo de duras críticas à administração do governador José Fragelli, mas teve o apoio do presidente da CBD João Havelange. Orçado em Cr$ 1.200.000,00, conseguidos com a alienação de 2 milhões de hectares no norte do estado para o Senado Federal, a obra se iniciou em 1974 na administração Fragelli, e seria concluída em 1976, sob o sucessor José Garcia Neto.

### Inauguração
No dia 12 de março de 1975, a equipe do Fluminense e a Seleção de Cuiabá se enfrentaram na partida que comemorava a conclusão parcial das obras, quando na oportunidade a equipe de Cuiabá entrou para a história balançando pela primeira vez as redes do "Verdão". No ano seguinte, 8 de abril, o estádio era finamente concluído com a presença do Flamengo e um quadrangular entre os clubes da capital, Mixto, Operário e Dom Bosco, assistido por mais de 44 mil torcedores.
Em 34 anos de história, o Verdão abrigou cinco jogos da Seleção Brasileira de Futebol: Brasil x Suiça em 1981; Brasil x Equador em 1989; Brasil x Finlândia, em 1992 (veja o vídeo) e Brasil x Islândia, em 2002.

### Copa de 2014
Em 2009, o Verdão já havia sido interditado pelo Ministério Público Estadual (MPE) por falta de segurança. Os responsáveis pela campanha de Cuiabá para sediar a Copa de 2014 inspecionaram o Verdão e descobriram problemas estruturais que fizeram o projeto prever a demolição do estádio para construir um novo, a Arena Pantanal. Em maio de 2010, com Cuiabá já escolhida como uma das 12 sedes da Copa, a demolição do Verdão foi iniciada. tendo terminada a maior parte em junho. A última parte do Verdão a ser demolida foi a bilheteria 4, que dava acesso à arquibancada descoberta, em outubro de 2013.
O público recorde  do estádio foi registrado no dia 10 de fevereiro de 1980, quando o Flamengo goleou o Mixto por 7 a 1, com 47.324 pessoas.

### Jogos importantes
Os jogos de maior importância do Verdão foram quatro amistosos da Seleção Brasileira de Futebol.
| Ano  | Status da partida | Equipe #1 | Placar | Equipe #2 |
| ---- | ----------------- | --------- | ------ | --------- |
| 1981 | Amistoso          | Brasil    | 2 – 0  | Suíça     |
| 1989 | Amistoso          | Brasil    | 1 – 0  | Equador   |
| 1992 | Amistoso          | Brasil    | 3 – 1  | Finlândia |
| 2002 | Amistoso          | Brasil    | 6 – 1  | Islândia  |